# 東神樂町
東神樂町（日语：／ Higashikagura chō */?）是位於日本北海道上川綜合振興局中部的一個町，鄰近旭川市，也是旭川機場的所在地，目前正發展成為旭川市的通勤城鎮。東神樂町地處上川盆地、石狩川支流上游的平緩丘陵，町內一半以上的土地用於農地。當地過去以稻作為主，近年來由於鄰近旭川機場，逐漸成為花卉和蔬菜的產地。又因為當地工業區的開發，原本位於旭川市的家具工廠也遷往東神樂町。
町名源於該處分村以前為神樂村的東部地區。「神樂」來自對阿伊努語的「hetce-us-i」（演出祭祀歌舞的地方）的意譯。

## 歷史
- 1943年4月1日：東神樂村從神樂村（現已併入旭川市）中分割獨立設置。
- 1966年1月1日：改制為東神樂町。

## 交通

### 機場
- 旭川機場（由旭川市管轄）

### 鐵路
- 境內無鐵路通過，最近的車站為位於旭川市的旭川車站。

### 道路
| 主要道道 - 北海道道37號鷹棲東神樂線 - 北海道道68號旭川雞場線 | 道道 - 北海道道213號天人峽美瑛線 - 北海道道294號東川東神樂旭川線 - 北海道道1160號旭川旭岳溫泉線 |

## 觀光景點
- 東神樂森林公園

## 教育

### 中學校
- 東神樂町立東神樂中學校

### 小學校
| - 東神樂町立東神樂小學校 - 東神樂町立東聖小學校 | - 東神樂町立忠榮小學校 - 東神樂町立志比內小學校 |

## 外部連結
- （日語）東神樂町商工會 （页面存档备份，存于）
- （日語）東神樂町米麥改良協會 （页面存档备份，存于）
- （日語）東神樂運動俱樂部 （页面存档备份，存于）
- （日語）東神樂町蔬菜協會 （页面存档备份，存于）
- （日語）東神醉華之舞 （页面存档备份，存于）